# Річард Шредер
Річард Шредер (англ. Richard Schroeder, 29 жовтня 1961) — американський плавець.
Олімпійський чемпіон 1984, 1988 років.
Переможець Пантихоокеанського чемпіонату з плавання 1987 року, призер 1989 року.